# Ottokar Lorenz
Ottokar Lorenz  (Iglau (Morvaország), 1832. szeptember 17. – Jéna, 1904. május 13.) német történetíró. 

## Élete
Filológiát és történetet hallgatott Bécsben és 1855-ben adta ki első munkáját Über das Konsulartribunat (Bécs). Ezt követte az Österreichische Regentenhalle című mű. Két évvel később a titkos levéltárhoz nevezték ki. 1860-ban rendkívüli, 1862-ben pedig rendes tanár lett a bécsi egyetemen, ahol azután az osztrák és a világtörténetet adta elő és a történeti szemináriumnak is egyik vezető tanára volt. Bécsből a szász-weimari nagyherceg hívására Jenába költözött, ahol mint a történet tanára működött. 
Lorenz szerint a világtörténet felosztása három korra tiszta külsőség és nem a dolog természetéből van merítve. E régi felosztás helyett a nemzedékek teóriáját ajánlja. 3-3 nemzedék esvén egy századra, a századot, illetve háromszáz vagy hatszáz éves időszakot (vagy háromszor annyi nemzedéket) ajánl a történeti események időmértékéül. Más szóval: a genealógiát akarja a történetírás alapvető tudományának megtenni. E célból kiadta 1892-ben a Genealogischer Hand- und Schulatlas-t. Értekezései közül a Goethes politische Lehrjahre című említendő (Allgemeine Zeitung 1892. 129-30), melyben Goethét szerepelteti (Nagy Frigyes helyett) mint a német fejedelmek szövetségének értelmi szerzőjét. Goethe politikai működésével egyébiránt több alkalommal foglalkozott. Régibb értekezései Drei Bücher Geschichte und Politik cím alatt összegyűjtve is megjelentek. A Die bürgerliche und naturwissenschaftliche Geschichte című híressé vált polémikus értekezése, melyben Du Bois-Reymond rektori beszédét cáfolgatta, a Sybel-féle Historische Zeitschrift-ben látott napvilágot (39. kötet). 

## Fontosabb művei
- Geschichte Ottokars II. von Böhmen u. seiner Zeit (1866)
- Deutsche Geschichte im 13. und 14. Jahrhundert (2 kötet, befejezetlen, 1863-1867)
- Deutschlands Geschichtsquellen im späteren Mittelalter (2 köter, 3. kiad. 1885-87. Wattenbach hasonló c. művének folytatása)
- Geschichte des Elsasses (Wilhelm Scherer közreműködésével, 3. kiad. 1886)
- Papstwahl und Kaisertum (1874)
- F. C. Schlosser und über einige Aufgaben und Principien der Geschichtsschreibung (1878)
- Die Geschichtswissenschaft in ihren Hauptrichtungen und Aufgaben kritisch erörtert (I. kötet 1886; a II. kötet e cím alatt jelent meg: Ranke, Generationslehre und Geschichtsunterricht, 1891)
- Genealogisches Handbuch der europäischen Staatengeschichte (Berlin, 1895)